# Resolution (Schiff, 1759)
Die Resolution war ein 74-Kanonen-Linienschiff 3. Ranges der Dublin-Klasse der britischen Marine, das im Siebenjährigen Krieg zum Einsatz kam.

## Geschichte
Die spätere Resolution wurde am 24. November 1755 bestellt. Sie wurde im Dezember 1755 auf einer Privatwerft im englischen Northam (Grafschaft Devon) unter der Bauaufsicht des Schiffbauers Henry Bird auf Kiel gelegt. Der Stapellauf erfolgte am 14. Dezember 1758 und die Indienststellung am 9. Februar 1759 unter dem Kommando von Captain Francis Geary.
Sie nahm am 20. November 1759, unter dem Kommando von Captain Richard Norbury, am britischen Angriff auf eine französische Flotte an der bretonischen Küste (Seeschlacht in der Bucht von Quiberon) teil. Trotz oder gerade wegen des schlechten Wetters kam es zu schweren Verlusten auf französischer Seite, wobei die Resolution die Kapitulation des französischen Linienschiffes Formidable (80 Kanonen) entgegennahm. Aber auch die britische Seite kam nicht ungeschoren davon, da im späteren Verlauf die Resolution und ein weiteres britisches Schiff auf Grund liefen und verloren gingen, wobei die Besatzungen aber gerettet werden konnten.

## Liste der Kommandanten
| Nr. | Name                               | Beginn der Amtszeit | Ende der Amtszeit |
| --- | ---------------------------------- | ------------------- | ----------------- |
| 1.  | Captain/Rear Admiral Francis Geary | 9. Februar 1759     | 4. Juni 1759      |
| 2.  | Captain Richard Norbury            | 4. Juni 1759        | 20. November 1759 |